# پراگ ۱۸
پراگ ۱۸ (به لاتین: Prague 18) یک منطقهٔ مسکونی در جمهوری چک است که در پراگ واقع شده‌است. پراگ ۱۸ ۵٫۶۱ کیلومتر مربع مساحت و ۱۶٬۴۳۳ نفر جمعیت دارد.